# 望月和磨
望月 和磨（もちづき かずま、1978年2月18日 - ）は、日本の映像ディレクター、CMディレクター。ミュージック・ビデオの演出などを手がける。

## 人物
1978年、兵庫県三田市出身。2001年より株式会社クリエイターズユニオン所属。

## 主な監督作品

### ミュージックビデオ
- 2004年 SHINGO☆西成 『まちがいない』
- 2006年 ULTRA NANIWATIC MC'S 『The 5 Elements』
- 2011年 GARNET CROW 『Smiley Nation』
- 2011年 CaosCaosCaos 『far away ～青空見上げて～』
- 2011年 GARNET CROW 『Misty Mystery』
- 2011年 GARNET CROW 『JUDY』
- 2012年 grram 『心の指すほうへ』
- 2012年 grram 『悲しいほど 今日の夕陽 きれいだね』
- 2012年 grram 『空のようなヒト』
- 2012年 ET-KING 『男は気持ちを伝えたい』
- 2012年 GARNET CROW 『Nostalgia』
- 2012年 doa 『まわり道』
- 2012年 なついろ 『exotic Love ～君の過去も全部抱きしめたい～』
- 2012年 ET-KING 『寿』
- 2013年 Chicago Poodle 『タカラモノ～家族愛篇～』
- 2013年 なついろ 『夏の太陽のせいにして』
- 2013年 Chicago Poodle 『君の笑顔がなによりも好きだった』
- 2013年 Chicago Poodle 『タカラモノ～Wedding篇～』

### DVD
- ET-KINGイトキンの商売繁盛